# Brahmāstra: Part One - Shiva
Brahmāstra: Part One - Shiva è un film del 2022 diretto da Ayan Mukerji.

## Trama
Nell'antica India, un gruppo di saggi dell'Himalaya si scontra con l'energia Brahm-shakti, che produce molte armi celesti di grande potenza chiamate astra. Il più forte tra loro, il Brahmastra, ha la capacità di distruggere il mondo. I saggi usano i rispettivi astra per domare l'instabile Brahmāstra e diventare il Brahmānsh, una società segreta per proteggere il mondo dai poteri degli astra. Nell'odierna Mumbai, Shiva, un disc jockey, si innamora a prima vista di Isha Chatterjee, una residente a Londra che sta visitando l'India per il festival Durga Puja al pandal di suo nonno. Presto, Isha ricambia ed esprime i suoi sentimenti per Shiva. Shiva le dice che è un orfano che non ha mai conosciuto suo padre e che sua madre è morta in un incendio quando era un bambino. Nel frattempo, a Delhi, lo scienziato e membro del Brahmānsh Mohan Bhargav viene attaccato da Zor e Raftar per il pezzo di Brahmāstra da lui custodito. Mohan reagisce usando il Vānarāstra ma alla fine viene sottomesso da Junoon, che lavora per il misterioso Dev. Sotto il possesso di Junoon, Mohan rivela che il secondo pezzo di Brahmāstra è protetto da un artista e archeologo di nome Anish Shetty a Kashi. Prima che possa rivelare la posizione attuale e il guru del Brahmansh ( Āshram ), Mohan si lancia da un balcone.
Shiva ha una visione dell'incontro di Mohan con Junoon. Lui e Isha si dirigono verso Kashi per avvertire Anish, ma vengono interrotti da Raftar, che ora brandisce il Vānarāstra di Mohan. Anish lo sconfigge usando la Nandi Astra prima di scappare con Shiva e Isha. Mentre si dirigono verso l'Himachal Pradesh, dove si trova Āshram, vengono inseguiti da Junoon e Zor su un camion. Anish dà il secondo pezzo del Brahmāstra a Shiva e rimane a combattere Junoon e Zor, venendo così ucciso. Shiva e Isha vengono inseguiti da Raftar ad Āshram dove Shiva lo uccide usando l'Agnyāstra dopo aver tentato di uccidere Isha. Ad Āshram, vengono a conoscenza di altri astra e Shiva è costretto a unirsi al Brahmānsh dal guru Raghu per poter ottenere informazioni sui suoi genitori. Incontra altre nuove reclute Rani, Raveena, Sher e Tenzing, che sono tutte addestrate da Raghu su come usare i rispettivi astra e anche Shiva ottiene il controllo sul fuoco. Mentre Junoon si avvicina a loro, Raghu rivela che Shiva è il figlio di ex membri Brahmansh , Dev e Amrita. Dev in realtà ha svegliato il Brahmāstra poiché era l'unica persona in grado di controllare più astra contemporaneamente.
Amrita (incinta del figlio di Dev), che brandiva il Jalāstra , lo sconfisse in una battaglia su un'isola remota ed entrambi apparentemente perirono dalla battaglia. La barca di Amrita è stata trovata tra le rovine della battaglia, riportata dall'isola, con due pezzi rotti del Brahmastra . I pezzi del Brahmastra furono dati sia a Mohan che ad Anish. Si credeva che il terzo pezzo fosse mancante, con Raghu e Shiva che conclusero che entrambi erano sopravvissuti alla battaglia. Il terzo pezzo del Brahmāstra si trova nel Mayāstra di Amrita travestito da una conchiglia, che Raghu rilascia facendo cadere il sangue di Shiva sulla conchiglia. Junoon e il suo esercito arrivano ad Āshram per il Brahmastra e prende tutti in ostaggio. Shiva sconfigge Junoon uccidendo anche Zor, che brandiva Nandi Astra e libera tutti. Ma Junoon riesce a prendere il terzo pezzo da Isha. Apparentemente si sacrifica per attivare il Brahmastra. La distruzione inizia e Isha è in pericolo, ma Shiva ottiene il controllo del Brahmastra con una ritrovata forza derivante dalla sua protezione nei confronti di Isha e si riunisce con lei.
Prima dei titoli di coda, poiché Junoon ha attivato il Brahmāstra, Dev, che è stato imprigionato come una statua su un'isola sconosciuta, viene rilasciato.

## Personaggi
- Shiva, interpretato da Ranbir Kapoor: ragazzo orfano che è stato reclutato dal Brahmānsh e che possiede il potere dell'Agnyastra (l'astra del fuoco) dentro di sé. La versione giovanile è interpretata da Nivaan Gupta.
- Raghu, interpretato da Amitabh Bachchan: leader del Brahmānsh, Guru dei membri reclutati. Brandisce il Prabhāstra.
- Isha Chatterjee, interpretata da Alia Bhatt.
- Anish Shetty, interpretato da Nagarjuna Akkineni: un artista e archeologo, membro del Brahmānsh. brandisce la Nandi Astra.
- Mohan Bhargav, interpretato da Shah Rukh Khan: uno scienziato e membro del Brahmansh che brandisce Vanarāstra. Il nome del personaggio è un cenno al personaggio di Khan in Una luce dal passato.[1]
- Savitri Devi, interpretata da Dimple Kapadia: un membro di Brahmansh.
- Junoon, interpretata da Mouni Roy: mira a far rivivere il Brahmāstra e rilasciare Dev.

Fanno parte del cast anche Saurav Gurjar nel ruolo di Zor, uno scagnozzo di Junoon, Gurfateh Pirzada nei panni di Sher, una nuova recluta di Brahmānsh che brandisce il Nāg Dhanush, Lehar Khan nei panni di Raveena, una nuova recluta di Brahmansh che brandisce il Gajāstra, Aditi Joshi nei panni di Rani, una nuova recluta di Brahmansh che possiede Āyu Madrikā, Markand Soni nei panni di Santha, una nuova recluta di Brahmansh, Stanzin Delek nei panni di Tensing, una nuova recluta di Brahmansh che brandiva il Pawanāstra, Rouhallah Gazi nei panni di Raftaar, uno scagnozzo di Junoon, Chaitanya Sharma nei panni di Tiger e Saqib Ayub nel ruolo di Ali, due amici di Shiva, Rashi Mal nei panni di Shaina e Rohan Rustomji nei panni di Sunny, cugini di Isha, Farida Dadi nei panni di zia, la padrona di casa di Shiva, Riyaaz Makaney nel ruolo di Dadaji, il nonno di Isha e Deepika Padukone nei panni di Amrita, madre di Shiva ed ex membro del Brahmansh che brandiva Jalāstra.

## Distribuzione
La pellicola è stata rilasciata il 9 settembre 2022, nei formati standard, 3D, IMAX 3D e 4DX 3D. Il film è stato distribuito da Star Studios in India nelle lingue hindi, tamil, telugu, malayalam e kannada, con il regista telugu SS Rajamouli che ha presentato le versioni doppiate nelle ultime quattro lingue dell'India meridionale. È il primo film uscito con il nome di Star Studios dopo l'acquisizione della 21st Century Fox da parte della Disney e il rebranding di Fox Star Studios. Il film è stato distribuito anche in Nord America da 20th Century Studios e in tutto il mondo lo stesso giorno da Walt Disney Studios Motion Pictures. È stato proiettato in 5000 sale in India e 3000 all'estero, per un totale mondiale di 8000, il più ampio per un film indiano. Il film ha previsto anteprime a pagamento negli Stati Uniti l'8 settembre 2022, un giorno prima della sua uscita nelle sale.
L'uscita del film era originariamente prevista per il 23 dicembre 2016, ma è stata ritardata di diversi anni a causa di ritardi di produzione e vincoli monetari, e successivamente a causa della pandemia di COVID-19. Nell'ottobre 2017, il film è stato annunciato per il 15 agosto 2019; per poi essere stato rinviato a Natale 2019 e poi all'estate del 2020 a causa del lavoro in sospeso sugli effetti visivi e sulla musica del film. Nel febbraio 2020, la data di uscita è stata annunciata per il 4 dicembre 2020. Tuttavia, a causa della pandemia di COVID-19 in India, il rilascio è stato ritardato a tempo indeterminato. Nel dicembre 2021 è stata annunciata una data di uscita finale del 9 settembre 2022.
Il 2 settembre 2022, l'Alta Corte di Delhi, con un'ordinanza provvisoria, ha impedito a diciotto siti di pirateria di trasmettere illegalmente il film su Internet, a seguito di una causa intentata da Star India.
Prima della sua uscita, c'erano richieste di boicottaggio del film da parte di nazionalisti indù di destra che si opponevano a tutti i film di Bollywood, sostenendo che i sentimenti anti-indù erano prevalenti nell'industria. Una vecchia intervista di Kapoor in cui aveva menzionato che gli piace mangiare carne di manzo ha ripreso piede sulle piattaforme dei social media; le mucche sono venerate nell'induismo. Di conseguenza, a Kapoor e Bhatt è stato impedito di entrare nel Mahakaleshwar Jyotirlinga a Ujjain dai membri del Bajrang Dal, un'organizzazione militante nazionalista indù.
Il 17 settembre 2022, Rebecca Campbell, Presidente di International Content and Operations per Disney, ha confermato parlando con The Economic Times del successo di Disney+ Hotstar che il film sarà trasmesso in streaming su Hulu negli Stati Uniti, Star+ in America Latina e Disney+ a livello internazionale. Il film è stato presentato in anteprima digitale su Hulu e Disney+ Hotstar dal 4 novembre 2022. Lo stesso giorno è stato rilasciato anche un doppiaggio inglese del film.

## Futuro

### Sequel
Il film è stato pensato come prima parte di una trilogia, che a sua volta è pensata come parte di un universo cinematografico esteso chiamato Astraverse. La seconda pellicola della trilogia si intitolerà Brahmāstra: Part Two - Dev e la sua uscita è prevista per il 2025. Entrambi i sequel verranno girati contemporaneamente.

### Serie televisive
Mukerji ha rivelato che la Disney lo aveva mandato a Los Angeles per partecipare a un vertice internazionale dello studio nel maggio 2022, dove ha presentato Brahmāstra e ha discusso i piani per quanto riguarda il potenziale universo cinematografico del film con il produttore americano Kevin Feige. Mukerji ha inoltre rivelato la sua visione di sviluppare una serie televisiva in streaming nell'Astraverse, oltre a progetti cinematografici, in una vena simile al Marvel Cinematic Universe. Ha anche definito l'Astraverse un "esperimento mainstream su larga scala", dicendo che desidera espanderlo a giochi, merchandising, realtà virtuale e Metaverso.

### Spin-off
Mukerji ha rivelato che era in considerazione un film spin-off basato sul personaggio di Shah Rukh Khan, Mohan Bhargav, che sarebbe servito come storia delle origini su come brandiva Vanarastra.